# Phil Jackson (bokser)
Phil Jackson (ur. 11 maja 1964 w Miami Beach, Floryda) – amerykański zawodowy bokser. Były trzykrotny pretendent do tytułów mistrza świata federacji WBC, IBO oraz IBC.
Swoją zawodową karierę rozpoczął w 1988 roku. Przez pierwsze cztery lata walczył z mało znaczącymi bokserami by osiągać coraz lepszy bokserski rekord. W czerwcu 1992 otrzymał szansę walki o tytuł mistrzowski federacji IBC. Dysponował w tym czasie wspaniałym rekordem (25-0, 23 KO). Przegrał przez nokaut w czwartej rundzie z niezwykle solidnym Donovanem Ruddockiem. Dwa lata później otrzymał kolejną szansę walki o mistrzowski pas, tym razem federacji WBC. Lennox Lewis nie dał mu najmniejszych szans wygrywając w ósmej rundzie pojedynku w Atlantic City, New Jersey przez TKO. W 1996 roku przegrał w swoim trzecim podejściu do mistrzowskiego tytułu z Duńczykiem Brianem Nielsenem w walce o pas federacji IBO.
Do końca swojej sportowej kariery Jackson toczył wiele pojedynków z naprawdę uznanymi rywalami wagi ciężkiej, takimi jak: Chris Byrd (1995 rok), Jeremy Williams, Keith McKnight (obaj 1997), Władimir Kliczko, Monte Barrett, Fres Oquendo (1999) czy choćby w ostatniej walce swej kariery kiedy skrzyżował rękawice z Dominickiem Guinnem w 2004 roku. Przegrał każdą z tych walk.